# Llista de platges de Barcelona i Costa Barcelona
Llista de platges de les marques turístiques Barcelona i Costa Barcelona segons l'inventari de platges de l'Agència Catalana de Turisme i la Direcció General de Protecció Civil del Departament d'Interior. La marca Barcelona inclou la comarca del Barcelonès. El litoral de la marca Costa Barcelona està dividit en dos trams: a llevant de Barcelona, abans Costa del Maresme, i a ponent de Barcelona, abans Costa del Garraf. La llista segueix l'ordre de llevant a ponent, des de Malgrat de Mar fins a Cubelles (Maresme, Barcelonès, Baix Llobregat i Garraf).
S'indica amb una icona les platges amb el distintiu de Bandera Blava en la temporada del 2014.

## Costa Barcelona llevant
| Nom                                                                            | Sòl i entorn                  | Longitud x amplada (m) | Localització                                                                                        | Codi             | Imatge |
| ------------------------------------------------------------------------------ | ----------------------------- | ---------------------- | --------------------------------------------------------------------------------------------------- | ---------------- | --- |
| Platja del Camí de la Pomereda o platja de la Conca i Punta de la Tordera      | Sorra mitjana, semiurbà       | 2.500 x 100            | Malgrat de Mar 41° 38′ 48″ N, 2° 45′ 55″ E / 41.6468°N,2.7654°E                                     | PL-CT-17003-1337 | {{ca\|Platja del Camí de la Pomereda (Malgrat de Mar)}} · {{WLE-AD-ES\|PL-CT-17003-1337}} · {{Object location dec\|41.6468\|2.7654\|region:ES-CT_type:landmark_dim:2500_source:cawiki}} · [[Categoria:Platja del Camí de la Pomereda]]                             |
| Platja de Malgrat Centre                                                       | Sorra mitjana, urbà           | 900 x 40               | Malgrat de Mar 41° 38′ 31″ N, 2° 44′ 37″ E / 41.64188°N,2.74352°E                                   | PL-CT-17003-153  | {{ca\|Platja de Malgrat Centre (Malgrat de Mar)}} · {{WLE-AD-ES\|PL-CT-17003-153}} · {{Object location dec\|41.64188\|2.74352\|region:ES-CT_type:landmark_dim:900_source:cawiki}} · [[Categoria:Beaches of the province of Barcelona]]                             |
| Platja dels Pins: l'Astillero i Llevant                                        | Sorra mitjana, semiurbà       | 1.700 x 40             | Malgrat de Mar i Santa Susanna 41° 38′ 08″ N, 2° 43′ 43″ E / 41.63568°N,2.72851°E                   | PL-CT-17003-152  | {{ca\|Platja dels Pins (Malgrat de Mar i Santa Susanna)}} · {{WLE-AD-ES\|PL-CT-17003-152}} · {{Object location dec\|41.63568\|2.72851\|region:ES-CT_type:landmark_dim:1700_source:cawiki}} · [[Categoria:Beaches of the province of Barcelona]]                    |
| Platja de Santa Susanna o de les Dunes i de les Caletes                        | Sorra mitjana, semiurbà       | 1.700 x 35             | Santa Susanna 41° 37′ 43″ N, 2° 42′ 43″ E / 41.62850°N,2.71194°E                                    | PL-CT-17003-283  | {{ca\|Platja de Santa Susanna}} · {{WLE-AD-ES\|PL-CT-17003-283}} · {{Object location dec\|41.62850\|2.71194\|region:ES-CT_type:landmark_dim:1700_source:cawiki}} · [[Categoria:Beaches of the province of Barcelona]]                                              |
| Platja de Pineda: Pescadors, Pins, Poblenou i Riera                            | Sorra mitjana, urbà           | 3.000 x 32             | Pineda de Mar 41° 37′ 12″ N, 2° 41′ 17″ E / 41.62004°N,2.68795°E                                    | PL-CT-17003-199  | {{ca\|Platja de Pineda (Pineda de Mar)}} · {{WLE-AD-ES\|PL-CT-17003-199}} · {{Object location dec\|41.62004\|2.68795\|region:ES-CT_type:landmark_dim:3000_source:cawiki}} · [[Categoria:Beaches of the province of Barcelona]]                                     |
| Platja Gran de Calella                                                         | Sorra mitjana, urbà           | 1.500 x 70             | Calella 41° 36′ 46″ N, 2° 39′ 50″ E / 41.61284°N,2.66384°E                                          | PL-CT-17003-88   | {{ca\|Platja Gran de Calella}} · {{WLE-AD-ES\|PL-CT-17003-88}} · {{Object location dec\|41.61284\|2.66384\|region:ES-CT_type:landmark_dim:1500_source:cawiki}} · [[Categoria:Beaches of the province of Barcelona]]                                                |
| Platja de Garbí                                                                | Sorra mitjana, urbà           | 1.000 x 72             | Calella 41° 36′ 36″ N, 2° 39′ 08″ E / 41.61004°N,2.65227°E                                          | PL-CT-17003-86   | {{ca\|Platja de Garbí (Calella)}} · {{WLE-AD-ES\|PL-CT-17003-86}} · {{Object location dec\|41.61004\|2.65227\|region:ES-CT_type:landmark_dim:1000_source:cawiki}} · [[Categoria:Platja de Garbí]]                                                                  |
| Les Roques                                                                     | Sorra fina i roques, natural  | 750 x 34               | Calella 41° 36′ 24″ N, 2° 38′ 36″ E / 41.60653°N,2.64344°E                                          | PL-CT-17003-87   | {{ca\|Les Roques (Calella)}} · {{WLE-AD-ES\|PL-CT-17003-87}} · {{Object location dec\|41.60653\|2.64344\|region:ES-CT_type:landmark_dim:750_source:cawiki}} · [[Categoria:Platja de les Roques]]                                                                   |
| Platja Roca Grossa o platja de la Cabra                                        | Sorra mitjana, semiurbà       | 130 x 28               | Calella i Sant Pol de Mar 41° 36′ 19″ N, 2° 38′ 23″ E / 41.60515°N,2.63985°E                        | PL-CT-17003-1329 | {{ca\|Platja Roca Grossa (Calella i Sant Pol de Mar)}} · {{WLE-AD-ES\|PL-CT-17003-1329}} · {{Object location dec\|41.60515\|2.63985\|region:ES-CT_type:landmark_dim:130_source:cawiki}} · [[Categoria:Platja de Roca Grossa]]                                      |
| Platja del Morer                                                               | Sorra mitjana, natural        | 750 x 25               | Sant Pol de Mar 41° 36′ 13″ N, 2° 37′ 53″ E / 41.60374°N,2.63129°E                                  | PL-CT-17003-273  | {{ca\|Platja del Morer (Sant Pol de Mar)}} · {{WLE-AD-ES\|PL-CT-17003-273}} · {{Object location dec\|41.60374\|2.63129\|region:ES-CT_type:landmark_dim:750_source:cawiki}} · [[Categoria:Beaches of the province of Barcelona]]                                    |
| La Platjola, platja de Ca Lluís, de les Escaletes o de la Musclera             | Sorra mitjana, semiurbà       | 180 x 30               | Sant Pol de Mar 41° 36′ 06″ N, 2° 37′ 38″ E / 41.60166°N,2.62729°E                                  | PL-CT-17003-275  | {{ca\|La Platjola (Sant Pol de Mar)}} · {{WLE-AD-ES\|PL-CT-17003-275}} · {{Object location dec\|41.60166\|2.62729\|region:ES-CT_type:landmark_dim:180_source:cawiki}} · [[Categoria:La Platjola]]                                                                  |
| Platja de Sant Pol o dels Pescadors                                            | Sorra mitjana, urbà           | 430 x 34               | Sant Pol de Mar 41° 36′ 04″ N, 2° 37′ 27″ E / 41.60108°N,2.62418°E                                  | PL-CT-17003-278  | {{ca\|Platja de Sant Pol (Sant Pol de Mar)}} · {{WLE-AD-ES\|PL-CT-17003-278}} · {{Object location dec\|41.60108\|2.62418\|region:ES-CT_type:landmark_dim:430_source:cawiki}} · [[Categoria:Platja de Sant Pol de Mar]]                                             |
| Platja de Can Villar del Grau                                                  | Sorra fina, semirubana        | 770 x 30               | Sant Pol de Mar 41° 35′ 53″ N, 2° 36′ 58″ E / 41.59802°N,2.61616°E                                  | PL-CT-17003-271  | {{ca\|Platja de Can Villar del Grau (Sant Pol de Mar)}} · {{WLE-AD-ES\|PL-CT-17003-271}} · {{Object location dec\|41.59802\|2.61616\|region:ES-CT_type:landmark_dim:770_source:cawiki}} · [[Categoria:Platja de Can Villar del Grau]]                              |
| Platja de la Murtra: platja del Molí i del Farrell                             | Sorra mitjana, nudista        | 1.125 x 25             | Sant Pol de Mar 41° 35′ 40″ N, 2° 36′ 18″ E / 41.59439°N,2.60513°E                                  | PL-CT-17003-274  | {{ca\|Platja de la Murtra (Sant Pol de Mar)}} · {{WLE-AD-ES\|PL-CT-17003-274}} · {{Object location dec\|41.59439\|2.60513\|region:ES-CT_type:landmark_dim:1125_source:cawiki}} · [[Categoria:Platja de la Murtra]]                                                 |
| Platja de les Roques Blanques                                                  | Sorra mitjana, semiurbà       | 400 x 25               | Sant Pol de Mar 41° 35′ 30″ N, 2° 35′ 51″ E / 41.59163°N,2.59749°E                                  | PL-CT-17003-277  | {{ca\|Platja de les Roques Blanques (Sant Pol de Mar)}} · {{WLE-AD-ES\|PL-CT-17003-277}} · {{Object location dec\|41.59163\|2.59749\|region:ES-CT_type:landmark_dim:400_source:cawiki}} · [[Categoria:Platja de les Roques Blanques]]                              |
| Platja de Canet i platja del Pla                                               | Sorra fina, urbà              | 1.500 x 50             | Canet de Mar 41° 35′ 17″ N, 2° 35′ 15″ E / 41.58799°N,2.58746°E                                     | PL-CT-17003-105  | {{ca\|Platja de Canet (Canet de Mar)}} · {{WLE-AD-ES\|PL-CT-17003-105}} · {{Object location dec\|41.58799\|2.58746\|region:ES-CT_type:landmark_dim:1500_source:cawiki}} · [[Categoria:Beaches of the province of Barcelona]]                                       |
| Platja del Cavalló o Cavaió                                                    | Sorra fina, semiurbà          | 600 x 50               | Canet de Mar 41° 35′ 03″ N, 2° 34′ 29″ E / 41.58404°N,2.57476°E                                     | PL-CT-17003-106  | {{ca\|Platja del Cavalló (Canet de Mar)}} · {{WLE-AD-ES\|PL-CT-17003-106}} · {{Object location dec\|41.58404\|2.57476\|region:ES-CT_type:landmark_dim:600_source:cawiki}} · [[Categoria:Beaches of the province of Barcelona]]                                     |
| Platja del Cavalló o Cavaió, Tercera Platja, platja de Llevant                 | Sorra mitjana, semiurbà       | 1.000 x 140            | Arenys de Mar 41° 34′ 51″ N, 2° 34′ 01″ E / 41.5808°N,2.5670°E                                      | PL-CT-17003-42   | {{ca\|Platja del Cavalló (Arenys de Mar)}} · {{WLE-AD-ES\|PL-CT-17003-42}} · {{Object location dec\|41.5808\|2.5670\|region:ES-CT_type:landmark_dim:1000_source:cawiki}} · [[Categoria:Beaches of the province of Barcelona]]                                      |
| Platja de la Picòrdia, Primera Platja o platja d'Arenys i les Roques d'en Lluc | Sorra fina i roques, urbà     | 500 x 80               | Arenys de Mar 41° 34′ 41″ N, 2° 33′ 11″ E / 41.5780°N,2.5530°E                                      | PL-CT-17003-44   | {{ca\|Platja de la Picòrdia (Arenys de Mar)}} · {{WLE-AD-ES\|PL-CT-17003-44}} · {{Object location dec\|41.5780\|2.5530\|region:ES-CT_type:landmark_dim:1000_source:cawiki}} · [[Categoria:Platja de la Picòrdia]]                                                  |
| Platja de la Musclera                                                          | Sorra fina i mitjana, nudista | 670 x 80               | Arenys de Mar 41° 34′ 16″ N, 2° 32′ 06″ E / 41.5712°N,2.5350°E                                      | PL-CT-17003-43   | {{ca\|Platja de la Musclera (Arenys de Mar)}} · {{WLE-AD-ES\|PL-CT-17003-43}} · {{Object location dec\|41.5712\|2.5350\|region:ES-CT_type:landmark_dim:670_source:cawiki}} · [[Categoria:Platja de la Musclera]]                                                   |
| Platja de la Riera o del Kalima                                                | Sorra fina i roques, urbà     | 500 x 50               | Caldes d'Estrac 41° 34′ 08″ N, 2° 31′ 48″ E / 41.56875°N,2.52990°E                                  | PL-CT-17003-85   | {{ca\|Platja de la Riera (Caldes d'Estrac)}} · {{WLE-AD-ES\|PL-CT-17003-85}} · {{Object location dec\|41.56875\|2.52990\|region:ES-CT_type:landmark_dim:500_source:cawiki}} · [[Categoria:Platja de la Riera de Caldes]]                                           |
| Platja dels Tres Micos                                                         | Sorra fina i roques, urbà     | 700 x 50               | Caldes d'Estrac 41° 34′ 01″ N, 2° 31′ 31″ E / 41.56689°N,2.52529°E                                  | PL-CT-17003-84   | {{ca\|Platja dels Tres Micos (Caldes d'Estrac)}} · {{WLE-AD-ES\|PL-CT-17003-84}} · {{Object location dec\|41.56689\|2.52529\|region:ES-CT_type:landmark_dim:700_source:cawiki}} · [[Categoria:Beaches of the province of Barcelona]]                               |
| Platja de Sant Vicenç i platja del Balís                                       | Sorra fina, semiurbà          | 1.300 x 70             | Sant Vicenç de Montalt 41° 33′ 47″ N, 2° 30′ 58″ E / 41.56294°N,2.51614°E                           | PL-CT-17003-279  | {{ca\|Platja de Sant Vicenç (Sant Vicenç de Montalt)}} · {{WLE-AD-ES\|PL-CT-17003-279}} · {{Object location dec\|41.56294\|2.51614\|region:ES-CT_type:landmark_dim:1300_source:cawiki}} · [[Categoria:Beaches of the province of Barcelona]]                       |
| Platja del Balís                                                               | Sorra mitjana, semiurbà       | 500 x 100              | Sant Vicenç de Montalt i Sant Andreu de Llavaneres 41° 33′ 39″ N, 2° 30′ 43″ E / 41.5609°N,2.5120°E | PL-CT-17003-253  | {{ca\|Platja del Balís (Sant Vicenç de Montalt i Sant Andreu de Llavaneres)}} · {{WLE-AD-ES\|PL-CT-17003-253}} · {{Object location dec\|41.5609\|2.5120\|region:ES-CT_type:landmark_dim:500_source:cawiki}} · [[Categoria:Beaches of the province of Barcelona]]   |
| Platja de les Barques i platja de l'Estació                                    | Sorra mitjana, semiurbà       | 380 x 200              | Sant Andreu de Llavaneres 41° 33′ 22″ N, 2° 30′ 01″ E / 41.5560°N,2.5002°E                          | PL-CT-17003-255  | {{ca\|Platja de les Barques i platja de l'Estació (Sant Andreu de Llavaneres)}} · {{WLE-AD-ES\|PL-CT-17003-255}} · {{Object location dec\|41.5560\|2.5002\|region:ES-CT_type:landmark_dim:380_source:cawiki}} · [[Categoria:Beaches of the province of Barcelona]] |
| Platja del Fortí                                                               | Sorra mitjana, semiurbà       | 1.100 x 25             | Mataró 41° 32′ 59″ N, 2° 28′ 55″ E / 41.54962°N,2.48185°E                                           | PL-CT-17003-1333 | {{ca\|Platja del Fortí (Mataró)}} · {{WLE-AD-ES\|PL-CT-17003-1333}} · {{Object location dec\|41.54962\|2.48185\|region:ES-CT_type:landmark_dim:100_source:cawiki}} · [[Categoria:Beaches of the province of Barcelona]]                                            |
| Platja de Sant Simó                                                            | Sorra fina, urbà              | 680 x 30               | Mataró 41° 32′ 34″ N, 2° 27′ 42″ E / 41.54282°N,2.46170°E                                           | PL-CT-17003-158  | {{ca\|Platja de Sant Simó (Mataró)}} · {{WLE-AD-ES\|PL-CT-17003-158}} · {{Object location dec\|41.54282\|2.46170\|region:ES-CT_type:landmark_dim:680_source:cawiki}} · [[Categoria:Beaches of the province of Barcelona]]                                          |
| Platja del Callao                                                              | Sorra fina, urbà              | 400 x 45               | Mataró 41° 32′ 21″ N, 2° 27′ 23″ E / 41.53923°N,2.45627°E                                           | PL-CT-17003-156  | {{ca\|Platja del Callao (Mataró)}} · {{WLE-AD-ES\|PL-CT-17003-156}} · {{Object location dec\|41.53923\|2.45627\|region:ES-CT_type:landmark_dim:400_source:cawiki}} · [[Categoria:Platja del Callao]]                                                               |
| Platja del Varador                                                             | Sorra fina, urbà              | 735 x 170              | Mataró 41° 32′ 08″ N, 2° 27′ 04″ E / 41.5356°N,2.4510°E                                             | PL-CT-17003-157  | {{ca\|Platja del Varador (Mataró)}} · {{WLE-AD-ES\|PL-CT-17003-157}} · {{Object location dec\|41.5356\|2.4510\|region:ES-CT_type:landmark_dim:735_source:cawiki}} · [[Categoria:Platja del Varador]]                                                               |
| Platja de Ponent o de l'Estació                                                | Sorra mitjana, urbà           | 250 x 30               | Mataró 41° 31′ 44″ N, 2° 26′ 27″ E / 41.52881°N,2.44077°E                                           | PL-CT-17003-1334 | {{ca\|Platja de Ponent (Mataró)}} · {{WLE-AD-ES\|PL-CT-17003-1334}} · {{Object location dec\|41.52881\|2.44077\|region:ES-CT_type:landmark_dim:250_source:cawiki}} · [[Categoria:Beaches of the province of Barcelona]]                                            |
| Platja de Cabrera                                                              | Sorra mitjana, urbà           | 1.100 x 90             | Cabrera de Mar 41° 30′ 34″ N, 2° 24′ 30″ E / 41.5094°N,2.4082°E                                     | PL-CT-17003-67   | {{ca\|Platja de Cabrera (Cabrera de Mar)}} · {{WLE-AD-ES\|PL-CT-17003-67}} · {{Object location dec\|41.5094\|2.4082\|region:ES-CT_type:landmark_dim:1100_source:cawiki}} · [[Categoria:Platja de Cabrera]]                                                         |
| Platja de l'Almadrava                                                          | Sorra fina, urbà              | 400 x 25               | Vilassar de Mar 41° 30′ 22″ N, 2° 24′ 06″ E / 41.50599°N,2.40159°E                                  | PL-CT-17003-350  | {{ca\|Platja de l'Almadrava (Vilassar de Mar)}} · {{WLE-AD-ES\|PL-CT-17003-350}} · {{Object location dec\|41.50599\|2.40159\|region:ES-CT_type:landmark_dim:400_source:cawiki}} · [[Categoria:Beaches of the province of Barcelona]]                               |
| Platja de Vilassar o de l'Astillero                                            | Sorra mitjana, urbà           | 1.000 x 15             | Vilassar de Mar 41° 30′ 10″ N, 2° 23′ 42″ E / 41.50271°N,2.39497°E                                  | PL-CT-17003-351  | {{ca\|Platja de Vilassar (Vilassar de Mar)}} · {{WLE-AD-ES\|PL-CT-17003-351}} · {{Object location dec\|41.50271\|2.39497\|region:ES-CT_type:landmark_dim:1000_source:cawiki}} · [[Categoria:Platja de Vilassar]]                                                   |
| Platja de Ponent                                                               | Sorra fina, urbà              | 1.090 x 22             | Vilassar de Mar 41° 29′ 51″ N, 2° 23′ 02″ E / 41.49742°N,2.38375°E                                  | PL-CT-17003-352  | {{ca\|Platja de Ponent (Vilassar de Mar)}} · {{WLE-AD-ES\|PL-CT-17003-352}} · {{Object location dec\|41.49742\|2.38375\|region:ES-CT_type:landmark_dim:1090_source:cawiki}} · [[Categoria:Platja de Ponent (Vilassar de Mar)]]                                     |
| Platja de Llevant                                                              | Sorra fina, semiurbà          | 600 x 200              | Premià de Mar 41° 29′ 33″ N, 2° 22′ 22″ E / 41.4924°N,2.3729°E                                      | PL-CT-17003-220  | {{ca\|Platja de Llevant (Premià de Mar)}} · {{WLE-AD-ES\|PL-CT-17003-220}} · {{Object location dec\|41.4924\|2.3729\|region:ES-CT_type:landmark_dim:600_source:cawiki}} · [[Categoria:Beaches of the province of Barcelona]]                                       |
| Platja de Bellamar                                                             | Sorra fina, urbà              | 850 x 90               | Premià de Mar 41° 29′ 21″ N, 2° 21′ 40″ E / 41.4891°N,2.3612°E                                      | PL-CT-17003-218  | {{ca\|Platja de Bellamar (Premià de Mar)}} · {{WLE-AD-ES\|PL-CT-17003-218}} · {{Object location dec\|41.4891\|2.3612\|region:ES-CT_type:landmark_dim:850_source:cawiki}} · [[Categoria:Beaches of the province of Barcelona]]                                      |
| Pla de l'Os                                                                    | Sorra fina, urbà              | 350 x 20               | Premià de Mar 41° 29′ 12″ N, 2° 21′ 09″ E / 41.48674°N,2.35263°E                                    | PL-CT-17003-221  | {{ca\|Pla de l'Os (Premià de Mar)}} · {{WLE-AD-ES\|PL-CT-17003-221}} · {{Object location dec\|41.48674\|2.35263\|region:ES-CT_type:landmark_dim:350_source:cawiki}} · [[Categoria:Beaches of the province of Barcelona]]                                           |
| Platja de la Descàrrega i de Ponent                                            | Sorra fina, semiurbà          | 1.000 x 50             | Premià de Mar i el Masnou 41° 29′ 04″ N, 2° 20′ 41″ E / 41.48452°N,2.34478°E                        | PL-CT-17003-222  | {{ca\|Platja de la Descàrrega i de Ponent (Premià de Mar i el Masnou)}} · {{WLE-AD-ES\|PL-CT-17003-222}} · {{Object location dec\|41.48452\|2.34478\|region:ES-CT_type:landmark_dim:1000_source:cawiki}} · [[Categoria:Platja de la Descàrrega]]                   |
| Platja d'Ocata                                                                 | Sorra fina, urbà              | 1.500 x 170            | El Masnou 41° 28′ 47″ N, 2° 19′ 29″ E / 41.4797°N,2.3247°E                                          | PL-CT-17003-155  | {{ca\|Platja d'Ocata (el Masnou)}} · {{WLE-AD-ES\|PL-CT-17003-155}} · {{Object location dec\|41.4797\|2.3247\|region:ES-CT_type:landmark_dim:1500_source:cawiki}} · [[Categoria:Beaches of the province of Barcelona]]                                             |
| Platja del Masnou                                                              | Sorra fina, urbà              | 500 x 25               | El Masnou 41° 28′ 32″ N, 2° 18′ 24″ E / 41.47561°N,2.30672°E                                        | PL-CT-17003-1332 | {{ca\|Platja del Masnou}} · {{WLE-AD-ES\|PL-CT-17003-1332}} · {{Object location dec\|41.47561\|2.30672\|region:ES-CT_type:landmark_dim:500_source:cawiki}} · [[Categoria:Platja del Masnou]]                                                                       |
| Platja d'Alella, del Masnou o de Can Teixidor                                  | Sorra fina, semiurbà          | 750 x 35               | El Masnou 41° 28′ 25″ N, 2° 18′ 02″ E / 41.473724°N,2.300626°E                                      | PL-CT-17003-154  | {{ca\|Platja d'Alella (el Masnou)}} · {{WLE-AD-ES\|PL-CT-17003-154}} · {{Object location dec\|41.473724\|2.300626\|region:ES-CT_type:landmark_dim:500_source:cawiki}} · [[Categoria:Platja d'Alella]]                                                              |
| Platja del Pla de Montgat                                                      | Sorra fina, urbà              | 500 x 40               | Montgat 41° 28′ 12″ N, 2° 17′ 27″ E / 41.47011°N,2.29078°E                                          | PL-CT-17003-161  | {{ca\|Platja del Pla de Montgat}} · {{WLE-AD-ES\|PL-CT-17003-161}} · {{Object location dec\|41.47011\|2.29078\|region:ES-CT_type:landmark_dim:500_source:cawiki}} · [[Categoria:Platja de Monsolís]]                                                               |
| Platja de Sant Joan o de Monsolís                                              | Sorra fina, semiurbà          | 600 x 60               | Montgat 41° 28′ 00″ N, 2° 16′ 58″ E / 41.46660°N,2.28270°E                                          | PL-CT-17003-160  | {{ca\|Platja de Sant Joan (Montgat)}} · {{WLE-AD-ES\|PL-CT-17003-160}} · {{Object location dec\|41.46660\|2.28270\|region:ES-CT_type:landmark_dim:600_source:cawiki}} · [[Categoria:Platja de Sant Joan]]                                                          |
| Platja de la Morera o dels Banys de Montgat                                    | Sorra fina, semiurbà          | 160 x 33               | Montgat 41° 27′ 52″ N, 2° 16′ 38″ E / 41.46453°N,2.27721°E                                          | PL-CT-17003-159  | {{ca\|Platja de la Morera (Montgat)}} · {{WLE-AD-ES\|PL-CT-17003-159}} · {{Object location dec\|41.46453\|2.27721\|region:ES-CT_type:landmark_dim:160_source:cawiki}} · [[Categoria:Platja de les Moreres]]                                                        |

## Barcelona
| Nom                                                                                      | Sòl i entorn            | Longitud x amplada (m) | Localització                                                           | Codi             | Imatge |
| ---------------------------------------------------------------------------------------- | ----------------------- | ---------------------- | ---------------------------------------------------------------------- | ---------------- | --- |
| Platja del Manresà                                                                       | Sorra fina, semiurbà    | 700 x 25               | Badalona 41° 27′ 38″ N, 2° 16′ 11″ E / 41.46053°N,2.26967°E            | PL-CT-17003-47   | {{ca\|Platja del Manresà (Badalona)}} · {{WLE-AD-ES\|PL-CT-17003-47}} · {{Object location dec\|41.46053\|2.26967\|region:ES-CT_type:landmark_dim:700_source:cawiki}} · [[Categoria:Beaches of the province of Barcelona]]                 |
| Platja de la Barca Maria i platja del Cristall                                           | Sorra mitjana, urbà     | 915 x 40               | Badalona 41° 27′ 25″ N, 2° 15′ 47″ E / 41.45682°N,2.26311°E            | PL-CT-17003-1313 | {{ca\|Platja de la Barca Maria (Badalona)}} · {{WLE-AD-ES\|PL-CT-17003-1313}} · {{Object location dec\|41.45682\|2.26311\|region:ES-CT_type:landmark_dim:915_source:cawiki}} · [[Categoria:Beaches of the province of Barcelona]]         |
| Platja del Pont d'en Botifarreta                                                         | Sorra mitjana, urbà     | 620 x 35               | Badalona 41° 27′ 06″ N, 2° 15′ 23″ E / 41.45176°N,2.25634°E            | PL-CT-17003-1314 | {{ca\|Platja del Pont d'en Botifarreta (Badalona)}} · {{WLE-AD-ES\|PL-CT-17003-1314}} · {{Object location dec\|41.45176\|2.25634\|region:ES-CT_type:landmark_dim:620_source:cawiki}} · [[Categoria:Platja del Pont d'en Botifarreta]]     |
| Platja dels Pescadors                                                                    | Sorra mitjana, urbà     | 420 x 45               | Badalona 41° 26′ 53″ N, 2° 15′ 08″ E / 41.44808°N,2.25232°E            | PL-CT-17003-1315 | {{ca\|Platja dels Pescadors (Badalona)}} · {{WLE-AD-ES\|PL-CT-17003-1315}} · {{Object location dec\|41.44808\|2.25232\|region:ES-CT_type:landmark_dim:420_source:cawiki}} · [[Categoria:Beaches of the province of Barcelona]]            |
| Platja dels Patins de Vela o del Centre                                                  | Sorra fina, urbà        | 700 x 25               | Badalona 41° 26′ 46″ N, 2° 15′ 02″ E / 41.44605°N,2.25065°E            | PL-CT-17003-48   | {{ca\|Platja dels Patins de Vela (Badalona)}} · {{WLE-AD-ES\|PL-CT-17003-48}} · {{Object location dec\|41.44605\|2.25065\|region:ES-CT_type:landmark_dim:700_source:cawiki}} · [[Categoria:Beaches of the province of Barcelona]]         |
| Platja de l'Estació                                                                      | Sorra mitjana, urbà     | 380 x 35               | Badalona 41° 26′ 42″ N, 2° 14′ 58″ E / 41.44490°N,2.24956°E            | PL-CT-17003-1316 | {{ca\|Platja de l'Estació (Badalona)}} · {{WLE-AD-ES\|PL-CT-17003-1316}} · {{Object location dec\|41.44490\|2.24956\|region:ES-CT_type:landmark_dim:390_source:cawiki}} · [[Categoria:Beaches of the province of Barcelona]]              |
| Platja del Pont del Petroli                                                              | Sorra mitjana, urbà     | 370 x 30               | Badalona 41° 26′ 27″ N, 2° 14′ 47″ E / 41.44085°N,2.24651°E            | PL-CT-17003-1317 | {{ca\|Pont del Petroli (Badalona)}} · {{WLE-AD-ES\|PL-CT-17003-1317}} · {{Object location dec\|41.44085\|2.24651\|region:ES-CT_type:landmark_dim:370_source:cawiki}} · [[Categoria:Platja del Pont del Petroli]]                          |
| Platja del Coco                                                                          | Sorra mitjana, urbà     | 250 x 81               | Badalona 41° 26′ 19″ N, 2° 14′ 41″ E / 41.4385°N,2.2447°E              | PL-CT-17003-1318 | {{ca\|Platja del Coco (Badalona)}} · {{WLE-AD-ES\|PL-CT-17003-1318}} · {{Object location dec\|41.4385\|2.2447\|region:ES-CT_type:landmark_dim:250_source:cawiki}} · [[Categoria:Platja del Coco]]                                         |
| Platja de la Mora                                                                        | Sorra mitjana, nudista  | 585 x 20               | Badalona 41° 25′ 46″ N, 2° 14′ 20″ E / 41.42957°N,2.23894°E            | PL-CT-17003-1319 | {{ca\|Platja de la Mora (Badalona)}} · {{WLE-AD-ES\|PL-CT-17003-1319}} · {{Object location dec\|41.42957\|2.23894\|region:ES-CT_type:landmark_dim:585_source:cawiki}} · [[Categoria:Platja de la Mora]]                                   |
| Platja del Parc del Litoral: platja del Litoral i platja del Camp de la Bota o del Fòrum | Sorra mitjana, urbà     | 1.000 x 60             | Sant Adrià de Besòs 41° 25′ 16″ N, 2° 14′ 00″ E / 41.42123°N,2.23345°E | PL-CT-17003-252  | {{ca\|Platja del Parc del Litoral (Sant Adrià de Besòs)}} · {{WLE-AD-ES\|PL-CT-17003-252}} · {{Object location dec\|41.42123\|2.23345\|region:ES-CT_type:landmark_dim:1000_source:cawiki}} · [[Categoria:Beaches of Sant Adrià de Besòs]] |
| Platja de la Nova Mar Bella i de Llevant                                                 | Sorra mitjana, semiurbà | 500 x 42               | Barcelona 41° 24′ 07″ N, 2° 12′ 55″ E / 41.40186°N,2.21523°E           | PL-CT-17003-53   | {{ca\|Platja de la Nova Mar Bella (Barcelona)}} · {{WLE-AD-ES\|PL-CT-17003-53}} · {{Object location dec\|41.40186\|2.21523\|region:ES-CT_type:landmark_dim:500_source:cawiki}} · [[Categoria:Platja de la Nova Mar Bella]]                |
| Platja de la Mar Bella                                                                   | Sorra mitjana, semiurbà | 500 x 40               | Barcelona 41° 23′ 54″ N, 2° 12′ 43″ E / 41.39828°N,2.21188°E           | PL-CT-17003-51   | {{ca\|Platja de la Mar Bella (Barcelona)}} · {{WLE-AD-ES\|PL-CT-17003-51}} · {{Object location dec\|41.39828\|2.21188\|region:ES-CT_type:landmark_dim:500_source:cawiki}} · [[Categoria:Platja de la Mar Bella]]                          |
| Platja del Bogatell                                                                      | Sorra mitjana, urbà     | 600 x 35               | Barcelona 41° 23′ 40″ N, 2° 12′ 25″ E / 41.39457°N,2.20685°E           | PL-CT-17003-49   | {{ca\|Platja del Bogatell (Barcelona)}} · {{WLE-AD-ES\|PL-CT-17003-49}} · {{Object location dec\|41.39457\|2.20685\|region:ES-CT_type:landmark_dim:600_source:cawiki}} · [[Categoria:Platja del Bogatell]]                                |
| Platja de la Nova Icària                                                                 | Sorra mitjana, urbà     | 400 x 60               | Barcelona 41° 23′ 26″ N, 2° 12′ 09″ E / 41.39046°N,2.20243°E           | PL-CT-17003-52   | {{ca\|Platja de la Nova Icària (Barcelona)}} · {{WLE-AD-ES\|PL-CT-17003-52}} · {{Object location dec\|41.39046\|2.20243\|region:ES-CT_type:landmark_dim:400_source:cawiki}} · [[Categoria:Platja de la Nova Icària]]                      |
| Platja de la Barceloneta i platja del Somorrostro                                        | Sorra mitjana, urbà     | 1.000 x 38             | Barcelona 41° 22′ 59″ N, 2° 11′ 44″ E / 41.38307°N,2.19557°E           | PL-CT-17003-50   | {{ca\|Platja de la Barceloneta (Barcelona)}} · {{WLE-AD-ES\|PL-CT-17003-50}} · {{Object location dec\|41.38307\|2.19557\|region:ES-CT_type:landmark_dim:1000_source:cawiki}} · [[Categoria:Platja de la Barceloneta]]                     |
| Platja de Sant Sebastià i platja de Sant Miquel                                          | Sorra mitjana, urbà     | 1.100 x 38             | Barcelona 41° 22′ 34″ N, 2° 11′ 29″ E / 41.37624°N,2.19138°E           | PL-CT-17003-54   | {{ca\|Platja de Sant Sebastià (Barcelona)}} · {{WLE-AD-ES\|PL-CT-17003-54}} · {{Object location dec\|41.37624\|2.19138\|region:ES-CT_type:landmark_dim:1100_source:cawiki}} · [[Categoria:Platja de Sant Sebastià (Barcelona)]]           |

## Costa Barcelona ponent
| Nom                                                                 | Sòl i entorn                    | Longitud x amplada (m) | Localització                                                                            | Codi              | Imatge |
| ------------------------------------------------------------------- | ------------------------------- | ---------------------- | --------------------------------------------------------------------------------------- | ----------------- | --- |
| Platja del Prat i platja de Ca l'Arana                              |                                 | 3.300 x 60             | El Prat de Llobregat 41° 17′ 09″ N, 2° 06′ 06″ E / 41.28570°N,2.10163°E                 | PL-CT-17003-12981 | {{ca\|Platja del Prat (el Prat de Llobregat)}} · {{WLE-AD-ES\|PL-CT-17003-12981}} · {{Object location dec\|41.28570\|2.10163\|region:ES-CT_type:landmark_dim:5500_source:cawiki}} · [[Categoria:Platja del Prat de Llobregat]]               |
| Platja de Viladecans: el Remolar, Cal Francès, la Pineda, la Murtra | Sorra fina, natural             | 2.500 x 48             | Viladecans 41° 16′ 27″ N, 2° 03′ 43″ E / 41.27403°N,2.06196°E                           | PL-CT-17003-344   | {{ca\|Platja de Viladecans}} · {{WLE-AD-ES\|PL-CT-17003-344}} · {{Object location dec\|41.27403\|2.06196\|region:ES-CT_type:landmark_dim:2500_source:cawiki}} · [[Categoria:Platja de Viladecans]]                                           |
| Platja de Gavà o de la Pineda                                       | Sorra fina, urbà                | 3.550 x 40             | Gavà Gavà Mar 41° 16′ 00″ N, 2° 01′ 31″ E / 41.26673°N,2.02519°E                        | PL-CT-17003-134   | {{ca\|Platja de Gavà}} · {{WLE-AD-ES\|PL-CT-17003-134}} · {{Object location dec\|41.26673\|2.02519\|region:ES-CT_type:landmark_dim:3550_source:cawiki}} · [[Categoria:Platja de Gavà]]                                                       |
| Platja de Castelldefels                                             | Sorra fina, urbà                | 4800 x 90              | Castelldefels 41° 15′ 53″ N, 1° 58′ 26″ E / 41.2646°N,1.9738°E                          | PL-CT-17003-107   | {{ca\|Platja de Castelldefels}} · {{WLE-AD-ES\|PL-CT-17003-107}} · {{Object location dec\|41.2646\|1.9738\|region:ES-CT_type:landmark_dim:4800_source:cawiki}} · [[Categoria:Platja de Castelldefels]]                                       |
| Platja de les Botigues: el Trajo i platja de Covafumanda            | Sorra fina, semiurbà            | 1.500 x 60             | Sitges Les Botigues de Sitges 41° 15′ 47″ N, 1° 56′ 11″ E / 41.26308°N,1.93633°E        | PL-CT-17003-299   | {{ca\|Platja de les Botigues (Sitges)}} · {{WLE-AD-ES\|PL-CT-17003-299}} · {{Object location dec\|41.26308\|1.93633\|region:ES-CT_type:landmark_dim:1500_source:cawiki}} · [[Categoria:Platja de les Botigues]]                              |
| Cala de la Ginesta                                                  | Sorra mitjana i fina, semiurbà  | 150 x 80               | Sitges Port de la Ginesta 41° 15′ 32″ N, 1° 55′ 18″ E / 41.2589°N,1.9217°E              | PL-CT-17003-287   | {{ca\|Cala de la Ginesta (Sitges)}} · {{WLE-AD-ES\|PL-CT-17003-287}} · {{Object location dec\|41.2589\|1.9217\|region:ES-CT_type:landmark_dim:150_source:cawiki}} · [[Categoria:Beaches of the province of Barcelona]]                       |
| Platja de Garraf                                                    | Roques i sorra fina, semiurbà   | 360 x 30               | Sitges Garraf 41° 15′ 16″ N, 1° 54′ 17″ E / 41.25441°N,1.90469°E                        | PL-CT-17003-292   | {{ca\|Platja de Garraf (Sitges)}} · {{WLE-AD-ES\|PL-CT-17003-292}} · {{Object location dec\|41.25441\|1.90469\|region:ES-CT_type:landmark_dim:360_source:cawiki}} · [[Categoria:Platja de Garraf]]                                           |
| Cala Bou o cala Falconera                                           | Sorra mitjana i grava, semiurbà | 60 x 20                | Sitges Port de Garraf 41° 15′ 00″ N, 1° 53′ 52″ E / 41.25013°N,1.89772°E                | PL-CT-17003-285   | {{ca\|Cala Bou (Sitges)}} · {{WLE-AD-ES\|PL-CT-17003-285}} · {{Object location dec\|41.25013\|1.89772\|region:ES-CT_type:landmark_dim:60_source:cawiki}} · [[Categoria:Beaches of the province of Barcelona]]                                |
| Cala Morisca                                                        | Sorra mitjana i fina, nudista   | 140 x 50               | Sitges 41° 14′ 34″ N, 1° 52′ 08″ E / 41.24284°N,1.86885°E                               | PL-CT-17003-288   | {{ca\|Cala Morisca (Sitges)}} · {{WLE-AD-ES\|PL-CT-17003-288}} · {{Object location dec\|41.24284\|1.86885\|region:ES-CT_type:landmark_dim:140_source:cawiki}} · [[Categoria:Cala Morisca (Sitges)]]                                          |
| Platja de Vallcarca                                                 | Sorra fina i mitjana, natural   | 150 x 18               | Sitges Vallcarca 41° 14′ 24″ N, 1° 51′ 59″ E / 41.24010°N,1.86647°E                     | PL-CT-17003-306   | {{ca\|Platja de Vallcarca (Sitges)}} · {{WLE-AD-ES\|PL-CT-17003-306}} · {{Object location dec\|41.24010\|1.86647\|region:ES-CT_type:landmark_dim:150_source:cawiki}} · [[Categoria:Beaches of the province of Barcelona]]                    |
| Cala de Vallcarca                                                   | Grava i sorra fina, natural     | 65 x 20                | Sitges Vallcarca 41° 14′ 23″ N, 1° 51′ 45″ E / 41.23959°N,1.86256°E                     | PL-CT-17003-289   | {{ca\|Cala de Vallcarca (Sitges)}} · {{WLE-AD-ES\|PL-CT-17003-289}} · {{Object location dec\|41.23959\|1.86256\|region:ES-CT_type:landmark_dim:65_source:cawiki}} · [[Categoria:Beaches of the province of Barcelona]]                       |
| Cala Forn                                                           | Sorra mitjana i fina, natural   | 60 x 12                | Sitges 41° 14′ 08″ N, 1° 50′ 29″ E / 41.23554°N,1.84137°E                               | PL-CT-17003-286   | {{ca\|Cala Forn (Sitges)}} · {{WLE-AD-ES\|PL-CT-17003-286}} · {{Object location dec\|41.23554\|1.84137\|region:ES-CT_type:landmark_dim:60_source:cawiki}} · [[Categoria:Beaches of the province of Barcelona]]                               |
| Platja d'Aiguadolç                                                  | Sorra mitjana i roques, urbà    | 145 x 22               | Sitges Port d'Aiguadolç 41° 14′ 11″ N, 1° 49′ 41″ E / 41.23650°N,1.82812°E              | PL-CT-17003-284   | {{ca\|Platja d'Aiguadolç (Sitges)}} · {{WLE-AD-ES\|PL-CT-17003-284}} · {{Object location dec\|41.23650\|1.82812\|region:ES-CT_type:landmark_dim:145_source:cawiki}} · [[Categoria:Beaches of the province of Barcelona]]                     |
| Platja dels Balmins: el Balmí Xic, Mitjà i Gran                     | Sorra fina, nudista             | 230 x 23               | Sitges 41° 14′ 09″ N, 1° 49′ 13″ E / 41.23588°N,1.82017°E                               | PL-CT-17003-291   | {{ca\|Platja dels Balmins (Sitges)}} · {{WLE-AD-ES\|PL-CT-17003-291}} · {{Object location dec\|41.23588\|1.82017\|region:ES-CT_type:landmark_source:cawiki}} · [[Categoria:Platja dels Balmins]]                                             |
| Platja de Sant Sebastià                                             | Sorra fina, urbà                | 190 x 25               | Sitges 41° 14′ 10″ N, 1° 48′ 52″ E / 41.23601°N,1.81441°E                               | PL-CT-17003-304   | {{ca\|Platja de Sant Sebastià (Sitges)}} · {{WLE-AD-ES\|PL-CT-17003-304}} · {{Object location dec\|41.23601\|1.81441\|region:ES-CT_type:landmark_dim:190_source:cawiki}} · [[Categoria:Platja de Sant Sebastià (Sitges)]]                    |
| Platja de la Fragata                                                | Sorra fina, urbà                | 125 x 150              | Sitges 41° 14′ 04″ N, 1° 48′ 35″ E / 41.2344°N,1.8098°E                                 | PL-CT-17003-295   | {{ca\|Platja de la Fragata (Sitges)}} · {{WLE-AD-ES\|PL-CT-17003-295}} · {{Object location dec\|41.2344\|1.8098\|region:ES-CT_type:landmark_dim:150_source:cawiki}} · [[Categoria:Platja de la Fragata]]                                     |
| Platja de la Ribera                                                 | Sorra fina, urbà                | 260 x 25               | Sitges Pg. de la Ribera 41° 14′ 03″ N, 1° 48′ 25″ E / 41.23423°N,1.80696°E              | PL-CT-17003-296   | {{ca\|Platja de la Ribera (Sitges)}} · {{WLE-AD-ES\|PL-CT-17003-296}} · {{Object location dec\|41.23423\|1.80696\|region:ES-CT_type:landmark_dim:260_source:cawiki}} · [[Categoria:Platja de la Ribera (Sitges)]]                            |
| Platja de la Bassa Rodona                                           | Sorra fina, urbà                | 285 x 15               | Sitges Pg. Marítim 41° 13′ 59″ N, 1° 48′ 14″ E / 41.23315°N,1.80385°E                   | PL-CT-17003-294   | {{ca\|Platja de la Bassa Rodona (Sitges)}} · {{WLE-AD-ES\|PL-CT-17003-294}} · {{Object location dec\|41.23315\|1.80385\|region:ES-CT_type:landmark_dim:285_source:cawiki}} · [[Categoria:Beaches of the province of Barcelona]]              |
| Platja de l'Estanyol                                                | Sorra fina, urbà                | 365 x 40               | Sitges Pg. Marítim 41° 13′ 55″ N, 1° 48′ 01″ E / 41.23197°N,1.80024°E                   | PL-CT-17003-301   | {{ca\|Platja de l'Estanyol (Sitges)}} · {{WLE-AD-ES\|PL-CT-17003-301}} · {{Object location dec\|41.23197\|1.80024\|region:ES-CT_type:landmark_dim:365_source:cawiki}} · [[Categoria:Beaches of the province of Barcelona]]                   |
| Platja de la Riera Xica                                             | Sorra fina, urbà                | 300 x 15               | Sitges Pg. Marítim 41° 13′ 50″ N, 1° 47′ 48″ E / 41.23049°N,1.79662°E                   | PL-CT-17003-297   | {{ca\|Platja de la Riera Xica (Sitges)}} · {{WLE-AD-ES\|PL-CT-17003-297}} · {{Object location dec\|41.23049\|1.79662\|region:ES-CT_type:landmark_dim:300_source:cawiki}} · [[Categoria:Beaches of the province of Barcelona]]                |
| Platja de la Barra                                                  | Sorra fina, urbà                | 400 x 30               | Sitges Pg. Marítim 41° 13′ 44″ N, 1° 47′ 35″ E / 41.22877°N,1.79309°E                   | PL-CT-17003-293   | {{ca\|Platja de la Barra (Sitges)}} · {{WLE-AD-ES\|PL-CT-17003-293}} · {{Object location dec\|41.22877\|1.79309\|region:ES-CT_type:landmark_dim:400_source:cawiki}} · [[Categoria:Beaches of the province of Barcelona]]                     |
| Platja de Terramar                                                  | Sorra fina, urbà                | 400 x 25               | Sitges Pg. Marítim 41° 13′ 35″ N, 1° 47′ 23″ E / 41.22652°N,1.78973°E                   | PL-CT-17003-305   | {{ca\|Platja de Terramar (Sitges)}} · {{WLE-AD-ES\|PL-CT-17003-305}} · {{Object location dec\|41.22652\|1.78973\|region:ES-CT_type:landmark_dim:400_source:cawiki}} · [[Categoria:Beaches of the province of Barcelona]]                     |
| Platja de les Anquines                                              | Sorra fina, urbà                | 160 x 80               | Sitges Pg. Marítim 41° 13′ 29″ N, 1° 47′ 16″ E / 41.2247°N,1.7877°E                     | PL-CT-17003-298   | {{ca\|Platja de les Anquines (Sitges)}} · {{WLE-AD-ES\|PL-CT-17003-298}} · {{Object location dec\|41.2247\|1.7877\|region:ES-CT_type:landmark_dim:160_source:cawiki}} · [[Categoria:Beaches of the province of Barcelona]]                   |
| Platja del Cellerot o del Cap de Grills                             | Grava, urbà                     | 300 x 8                | Sitges 41° 13′ 27″ N, 1° 47′ 05″ E / 41.22409°N,1.78485°E                               | PL-CT-17003-290   | {{ca\|Platja del Cellerot (Sitges)}} · {{WLE-AD-ES\|PL-CT-17003-290}} · {{Object location dec\|41.22409\|1.78485\|region:ES-CT_type:landmark_dim:300_source:cawiki}} · [[Categoria:Beaches of the province of Barcelona]]                    |
| Platja de Santa Margarida o de l'Atlàntida                          | Grava i sorra mitjana, semiurbà | 700 x 14               | Sitges 41° 13′ 26″ N, 1° 46′ 48″ E / 41.22375°N,1.78013°E                               | PL-CT-17003-1336  | {{ca\|Platja de Santa Margarida (Sitges)}} · {{WLE-AD-ES\|PL-CT-17003-1336}} · {{Object location dec\|41.22375\|1.78013\|region:ES-CT_type:landmark_dim:700_source:cawiki}} · [[Categoria:Beaches of the province of Barcelona]]             |
| Platja de les Coves                                                 | Sorra mitjana i fina, natural   | 150 x 10               | Sitges 41° 13′ 24″ N, 1° 46′ 30″ E / 41.22326°N,1.77502°E                               | PL-CT-17003-300   | {{ca\|Platja de les Coves (Sitges)}} · {{WLE-AD-ES\|PL-CT-17003-300}} · {{Object location dec\|41.22326\|1.77502\|region:ES-CT_type:landmark_dim:150_source:cawiki}} · [[Categoria:Beaches of the province of Barcelona]]                    |
| Platja de l'Home Mort i platja de Rosés                             | Sorra mitjana i fina, nudista   | 300 x 10               | Sitges 41° 13′ 17″ N, 1° 46′ 05″ E / 41.22131°N,1.76819°E                               | PL-CT-17003-302   | {{ca\|Platja de l'Home Mort (Sitges)}} · {{WLE-AD-ES\|PL-CT-17003-302}} · {{Object location dec\|41.22131\|1.76819\|region:ES-CT_type:landmark_dim:300_source:cawiki}} · [[Categoria:Platja de l'Home Mort]]                                 |
| Platja de la Desenrocada o Cala dels Gegants                        | Sorra mitjana, nudista          | 90 x 15                | Sitges 41° 13′ 12″ N, 1° 45′ 49″ E / 41.22003°N,1.76367°E                               | PL-CT-17003-1335  | {{ca\|Platja de la Desenrocada (Sitges)}} · {{WLE-AD-ES\|PL-CT-17003-1335}} · {{Object location dec\|41.22003\|1.76367\|region:ES-CT_type:landmark_dim:90_source:cawiki}} · [[Categoria:Beaches of the province of Barcelona]]               |
| Platja de Sant Cristòfol o del Far                                  | Sorra fina, urbà                | 650 x 150              | Vilanova i la Geltrú 41° 13′ 01″ N, 1° 44′ 23″ E / 41.2169°N,1.7398°E                   | PL-CT-17003-345   | {{ca\|Platja de Sant Cristòfol (Vilanova i la Geltrú)}} · {{WLE-AD-ES\|PL-CT-17003-345}} · {{Object location dec\|41.2169\|1.7398\|region:ES-CT_type:landmark_dim:650_source:cawiki}} · [[Categoria:Platja del Far de Sant Cristòfol]]       |
| Platja de Ribes Roges                                               | Sorra fina, urbà                | 1.000 x 58             | Vilanova i la Geltrú Pg. Ribes Roges 41° 12′ 46″ N, 1° 43′ 25″ E / 41.21266°N,1.72369°E | PL-CT-17003-347   | {{ca\|Platja de Ribes Roges (Vilanova i la Geltrú)}} · {{WLE-AD-ES\|PL-CT-17003-347}} · {{Object location dec\|41.21266\|1.72369\|region:ES-CT_type:landmark_dim:800_source:cawiki}} · [[Categoria:Platja de Ribes Roges]]                   |
| Platja d'Adarró                                                     | Sorra fina, urbà                | 780 x 99               | Vilanova i la Geltrú Pg. Ribes Roges 41° 12′ 42″ N, 1° 42′ 58″ E / 41.2117°N,1.7160°E   | PL-CT-17003-12880 | {{ca\|Platja d'Adarró (Vilanova i la Geltrú)}} · {{WLE-AD-ES\|PL-CT-17003-12880}} · {{Object location dec\|41.2117\|1.7160\|region:ES-CT_type:landmark_dim:500_source:cawiki}} · [[Categoria:Platja d'Adarró]]                               |
| Platja de Sant Gervasi, de Capellans o del Xiringuito               | Sorra fina, urbà                | 180 x 20               | Vilanova i la Geltrú 41° 12′ 35″ N, 1° 42′ 40″ E / 41.20979°N,1.71100°E                 | PL-CT-17003-348   | {{ca\|Platja de Sant Gervasi (Vilanova i la Geltrú)}} · {{WLE-AD-ES\|PL-CT-17003-348}} · {{Object location dec\|41.20979\|1.71100\|region:ES-CT_type:landmark_dim:300_source:cawiki}} · [[Categoria:Platja de Sant Gervasi]]                 |
| Platja Llarga d'Ibersol                                             | Sorra fina, semiurbà            | 1.400 x 28             | Vilanova i la Geltrú 41° 12′ 20″ N, 1° 41′ 24″ E / 41.20569°N,1.69010°E                 | PL-CT-17003-346   | {{ca\|Platja Llarga d'Ibersol (Vilanova i la Geltrú)}} · {{WLE-AD-ES\|PL-CT-17003-346}} · {{Object location dec\|41.20569\|1.69010\|region:ES-CT_type:landmark_dim:1400_source:cawiki}} · [[Categoria:Platja Llarga (Vilanova i la Geltrú)]] |
| Platja Llarga de Cubelles                                           | Sorra fina, urbà                | 580 x 29               | Cubelles 41° 12′ 04″ N, 1° 40′ 50″ E / 41.20110°N,1.68048°E                             | PL-CT-17003-118   | {{ca\|Platja Llarga de Cubelles}} · {{WLE-AD-ES\|PL-CT-17003-118}} · {{Object location dec\|41.20110\|1.68048\|region:ES-CT_type:landmark_dim:580_source:cawiki}} · [[Categoria:Platja Llarga (Cubelles)]]                                   |
| Platja de la Mota de Sant Pere i platja de les Salines              | Sorra fina i mitjana, urbà      | 2.000 x 30             | Cubelles 41° 11′ 51″ N, 1° 39′ 55″ E / 41.19756°N,1.66537°E                             | PL-CT-17003-119   | {{ca\|Platja de la Mota de Sant Pere}} · {{WLE-AD-ES\|PL-CT-17003-119}} · {{Object location dec\|41.19756\|1.66537\|region:ES-CT_type:landmark_dim:2000_source:cawiki}} · [[Categoria:Platja de la Mota de Sant Pere]]                       |